# Іннісволд (Луїзіана)
Іннісволд (англ. Inniswold) — переписна місцевість (CDP) в США, в окрузі Іст-Батон штату Луїзіана. Населення — 5987 осіб (2020).

## Географія
Іннісволд розташований за координатами 30°23′54″ пн. ш. 91°4′15″ зх. д. / 30.39833° пн. ш. 91.07083° зх. д. (30.398244, -91.070957).  За даними Бюро перепису населення США в 2010 році переписна місцевість мала площу 5,79 км², уся площа — суходіл.

## Демографія
Згідно з переписом 2010 року, у переписній місцевості мешкало 6180 осіб у 2682 домогосподарствах у складі 1619 родин. Густота населення становила 1067 осіб/км².  Було 2809 помешкань (485/км²).
Расовий склад населення:
| - 75,1 % — білих - 18,8 % — чорних або афроамериканців - 3,3 % — азіатів - 0,2 % — корінних американців - 0,1 % — вихідців з тихоокеанських островів |

До двох чи більше рас належало 1,7 %. Частка іспаномовних становила 3,3 % від усіх жителів.
За віковим діапазоном населення розподілялося таким чином: 23,5 % — особи молодші 18 років, 65,7 % — особи у віці 18—64 років, 10,8 % — особи у віці 65 років та старші. Медіана віку мешканця становила 35,3 року. На 100 осіб жіночої статі у переписній місцевості припадало 84,8 чоловіків;  на 100 жінок у віці від 18 років та старших — 82,4 чоловіків також старших 18 років.
Середній дохід на одне домашнє господарство  становив 86 947 доларів США (медіана — 58 010), а середній дохід на одну сім'ю — 106 811 долар (медіана — 81 818). Медіана доходів становила 70 966 доларів для чоловіків та 42 500 доларів для жінок. За межею бідності перебувало 12,9 % осіб, у тому числі 22,0 % дітей у віці до 18 років та 4,0 % осіб у віці 65 років та старших.
Цивільне працевлаштоване населення становило 3390 осіб. Основні галузі зайнятості: освіта, охорона здоров'я та соціальна допомога — 25,9 %, роздрібна торгівля — 11,9 %, науковці, спеціалісти, менеджери — 11,6 %.